# Eois nigricosta
Eois nigricosta är en fjärilsart som beskrevs av Louis Beethoven Prout 1926. Eois nigricosta ingår i släktet Eois och familjen mätare. Inga underarter finns listade i Catalogue of Life.